# Veronica czerniakowskiana
Veronica czerniakowskiana är en grobladsväxtart som beskrevs av Monjuschko. Veronica czerniakowskiana ingår i släktet veronikor, och familjen grobladsväxter. Inga underarter finns listade i Catalogue of Life.